# Harbachalm
Die Harbachalm oder Haarbachalm ist eine Alm in der Gemarkung Weißbacher Forst der Gemeinde Schneizlreuth.
Der Kaser der Harbachalm steht unter Denkmalschutz und ist unter der Nummer D-1-72-131-44 in die Bayerische Denkmalliste eingetragen.

## Baubeschreibung
Beim Kaser der Harbachalm handelt es sich um einen eingeschossigen, überkämmten Blockbau mit Flachsatteldach und Natursteinsockel. Die Firstpfette ist mit dem Jahr 1882 bezeichnet.

## Heutige Nutzung
Die Harbachalm ist in den Sommermonaten bewirtet und ein beliebtes Ausflugsziel.

## Lage
Die Harbachalm befindet sich auf dem Gebiet der Gemeinde Schneizlreuth in den östlichen Chiemgauer Alpen auf 832 m ü. NN. Wenige hundert Meter westlich der Harbachalm liegt die Bichleralm. Von Weißbach an der Alpenstraße aus erreicht man die Alm über die Reiterbrücke, den Waldbahnweg, entlang der Schwarzache und vorbei an der Bäckinger Klause.